# Spencer Garrett
Spencer Garrett Heckenkamp (Los Angeles, 19 september 1963) is een Amerikaans acteur en filmproducent.

## Biografie
Garrett groeide op in Los Angeles en New York en heeft gestudeerd aan de Duke University in Durham (North Carolina), en aan de Fordham University in The Bronx (New York).
Garrett begon in 1989 met acteren in de televisieserie American Playhouse. Hierna heeft hij nog meer dan 190 rollen gespeeld in televisieseries en films zoals The Crow (1994), Driven (1996), George of the Jungle (1997), The Invisible Man (2001-2002), Judging Amy (1999-2002), House of Sand and Fog (2003), Bobby (2006), I Know Who Killed Me (2007), 21 (2008), Yes Man (2008), Public Enemies (2009), Transformers: Revenge of the Fallen (2009), The Way (2010) en Luck (2011-2012).

## Filmografie

### Films
Selectie:
- 2022 Blonde - als pooier van de president
- 2019 Bombshell - als Sean Hannity
- 2019 Once Upon a Time in Hollywood - als Allen Kincade
- 2018 The Front Runner - als Bob Woodward
- 2015 No Escape - als werver
- 2015 Blackhat - als Gary Baker
- 2013 Iron Man 3 - Rose Hill Sheriff
- 2012 Hitchcock - als George Tomasini
- 2011 Captain America: The First Avenger – als omroeper
- 2010 Casino Jack – als Tom DeLay
- 2010 The Way – als Phil
- 2009 Transformers: Revenge of the Fallen – als hoofd van Air Force
- 2009 Public Enemies – als Tommy Carroll
- 2008 Yes Man – als Multack
- 2008 The Lucky Ones – als pastoor Nolan
- 2008 21 – als Stemple
- 2007 Charlie Wilson's War – als bestuurslid
- 2007 I Know Who Killed Me – als agent Phil Lazarus
- 2007 Football Wives – als coach Hicks
- 2006 Bobby – als David
- 2003 House of Sand and Fog – als veilingmeester
- 2003 Dickie Roberts: Former Child Star – als uitgever
- 1997 Air Force One – als Thomas Lee
- 1997 George of the Jungle – als gast op feest
- 1996 Driven – als zakenman
- 1994 The Crow – als stem
- 1989 When We Were Young – als ??

### Televisieseries
Uitgezonderd eenmalige gastrollen.
- 2022 - 2023 Winning Time: The Rise of the Lakers Dynasty - als Chick Hearn - 17 afl.
- 2021 Verdict - als Dan Hawthorn - 3 afl.
- 2017 - 2021 Bosch - als Fowkkes - 10 afl.
- 2019 - 2021 For All Mankind - als Roger Scott - 8 afl.
- 2020 The Comey Rule - als Bill Sweeney - 2 afl.
- 2020 Dirty John - als rechter Spiller - 2 afl.
- 2020 Quarantine - als Marty - 16 afl.
- 2020 Project Blue Book - als generaal Ryan Blackstone - 2 afl.
- 2019 For All Mankind - als Roger Scott - 7 afl.
- 2019 Madam Secretary - als Alan Canning - 2 afl.
- 2019 Why Women Kill - als Hal Burke - 2 afl.
- 2018 Unsolved - als commandant Ryan - 4 afl.
- 2016 - 2018 The Magicians - als Ted Coldwater - 3 afl.
- 2015 - 2017 Survivor's Remorse - als Clayton Beckwith - 6 afl.
- 2017 Insecure - als John Merrill - 6 afl.
- 2015 - 2016 Aquarius - als Hal Banyin - 11 afl.
- 2013 - 2016 Major Crimes - als Charles Hardin - 2 afl.
- 2016 The Magicians - als Ted Coldwater - 2 afl.
- 2015 Blood & Oil - als Myron Stipple - 2 afl.
- 2014 - 2015 Satisfaction - als Victor O'Connell - 11 afl.
- 2015 Murder in the First - als dr. Frank Rentman - 3 afl.
- 2013 - 2014 The Legend of Korra - als president Raiko (stem) - 6 afl.
- 2012 NCIS: Los Angeles – als Peter Clairmont – 2 afl.
- 2011 – 2012 Luck – als Maurice – 3 afl.
- 2010 Leverage – als Vector – 2 afl.
- 2009 – 2010 Medium – als directielid – 2 afl.
- 2006 Wicked Wicked Games – als Mark Gannon - ? afl.
- 2000 – 2004 Law & Order – als Stephen Olson – 3 afl.
- 2003 Carnivàle – als jonge Balthuis – 2 afl.
- 2003 The Lyon's Den – als Emergloch – 2 afl.
- 2003 Gary the Rat – als Truman Pinksdale – 3 afl.
- 1999 – 2002 Judging Amy – als Franklin Dobbs – 4 afl.
- 2001 – 2002 The Invisible Man – als Jarod Stark – 8 afl.
- 2000 Star Trek: Voyager – als Weiss – 2 afl.
- 1998 The Practice – als Carter – 2 afl.
- 1997 Hitz – als Tommy Stans – 10 afl.
- 1995 – 1996 Murder One – als officier – 2 afl.
- 1995 Family Matters – als Larry Johnson – 2 afl.
- 1991 – 1993 Reasonable Doubts – als Darren Burke – 8 afl.

### Filmproducent
- 2021 Take Me with You - korte film
- 2020 Quarantine - televisieserie - 24 afl.
- 2018 Mogulettes - film
- 2014 Cruel Will - film
- 2010 Below the Beltway - film
- 2009 The Consultants - film

- Biblioteca Nacional de España: XX5526378
- International Standard Name Identifier: 0000 0000 5257 1180
- Library of Congress Control Number: no2001079586
- Virtual International Authority File: 19334271
- WorldCat: E39PBJfCxcRDcw6dyCr8k36h73